# Pablo Forlán
Pablo Forlán Lamarque (Soriano, 14 juli 1945) is een voormalig Uruguayaans voetballer en trainer. Hij is de vader van Diego Forlán.

## Biografie
Forlán begon zijn carrière bij Peñarol in 1963 en won vier keer de landstitel met de club en in 1966 ook de Copa Libertadores en intercontinentale beker. In 1970 maakte hij de overstap naar het ambitieuze São Paulo, dat dat jaar het Estádio do Morumbi voltooid had en daarmee de grootste voetbaltempel ter wereld had. Met deze club won hij drie keer het Campeonato Paulista. In 1975 keerde hij een jaar terug naar Peñarol en ging dan voor het Braziliaanse Cruzeiro spelen. Na nog een jaar bij Nacional en een jaar bij Sud América beëindigde hij zijn carrière met vier seizoenen bij Defensor Sporting, waarmee hij in 1982 en 1983 de derde plaats in de competitie behaalde. 
Pablo Forlán was tevens international voor Uruguay. Hij nam deel aan de WK-eindronde van 1966 en 1974. In 1967 won hij met zijn team het Zuid-Amerikaans kampioenschap, waar zijn toekomstige schoonvader Juan Carlos Corazzo bondscoach was. 